# Alda Célia
Alda Célia Caixeta Cavagnaro, conhecida popularmente de Alda Célia (Orizona, 3 de Abril de 1964) é uma cantora e compositora brasileira de música cristã contemporânea, conhecida por ter sido vocalista da banda Koinonya e, mais tarde, ter seguido carreira solo. Suas canções atravessaram gerações e continuam sendo cantadas nas igrejas em todo o Brasil e outras partes do mundo. 
Foi pastora do Ministerio Comunidade Crista e da Igreja Sara Nossa Terra, apresentadora da TV Genesis  e escritora.[carece de fontes?]

## Carreira
O ministério de Alda começou em Pires do Rio, quando ainda criança. Ela foi descoberta quando uma das solistas principais do grupo de adolescentes da Igreja se ausentou, e fez seu primeiro solo aos 11 anos de idade, interpretando  Triste Canção. Conheceu, logo depois, um casal de missionários norte-americanos que a ensinou a tocar teclado e a ajudou com a lingua inglesa.  Desde pequena já estava envolvida com o louvor. Ainda adolescente, dirigiu corais e começou a compor. Aos 15 anos ja gravou como solista principal, tendo duas canções autorais no compacto duplo de nome Atalaia (grupo de adolescentes do qual participou na Igreja de Cristo). Aos 22 anos, na Comunidade Evangélica de Goiânia,  foi a primeira mulher a se tornar ministra de louvor e ajudou a fundar o Ministério Koinonya – só saindo com a transferência do grupo para Brasília. Alda assumiu o ministério de louvor na Comunidade Cristã em Goiania, e começou a desenvolver sua carreira solo. Ela já recebeu grandes prêmios como: Revelação Feminina, Melhor Cantora, Melhor Composição, e 3 CDs de ouro. Suas canções de louvor e adoração fazem parte do repertório de várias igrejas evangélicas do Brasil. Atualmente ela reside nos Estados Unidos e desenvolve o Golden Eagle Ministries, juntamente com seu esposo. Ela fez parte do cast do da gravadora Som Livre MK Music, Line Records, Fonte da Vida, Koinonya e  continua gravando de forma independente. Recentemente gravou o album Monte Sião,  a céu aberto, na Fazenda em Rondon do Para, onde celebra seus 45 anos de ministério, tendo como convidada especial sua grande amiga Eyshila e dois adoradores da nova geração, Wagner Mamed e Ruslayra. 
Sua autoridade profética tem crescido no decorrer dos seus 24 anos de ministério frutífero, desde os fundamentos do louvor no Grupo Atalaia e no Ministério Koinonia de Louvor. Hoje atua como cantora, pastora, escritora, apresentadora da Rede Genesis de TV, e palestrante de conferências no Brasil e nas nações.
No ano de 1986, movida por um desejo de aprender mais sobre louvor e adoração, começou a cursar o Instituto Bíblico A Palavra de Deus (Goiânia-GO), e ao mesmo tempo graduou-se como Bacharel em Canto pela UFG (Goiás).
Fez parte da primeira geração de adoradores no Brasil, sendo uma das líderes do Ministério Koinonia de Louvor, sob a direção geral do Pr. Bené Gomes.
Tornou-se líder principal do Ministério de Louvor na Comunidade Cristã de Goiânia, paralelamente ao ministério como cantora solo, pela Line Records. Fez parte do casting da MK Music, onde gravou quatro CDs e um DVD, além de várias participações e coletâneas. Três dos CDs alcançaram qualificação de cd de ouro pela ABPD.
Pela Som Livre, lançou o CD/DVD Escolhi Adorar, com participações de colunas da adoração no Brasil como Ana Paula Valadão, Asaph Borba, Bené Gomes e Ludmila Ferber.

## Vida Pessoal
Nascida com apenas sete meses de gestação, no interior de Goiás, filha dos pastores Jayme Gonçalves Caixeta (em memória), e de Coracy Pereira Caixeta, Alda Célia é a terceira de cinco irmãs. Casada com o missionário americano, Pr Robert Vance Cavagnaro, é mãe de Giovanna Lyssa Caixeta Cavagnaro (nascida 8 de maio de 1995) e Nickolas Robert Caixeta Cavagnaro (nascido 18 de agosto de 1998).

## Composições
Entre suas composições mais conhecidas estão Voar Como Aguia,  Deus do Impossível que além de ser gravada por ela mesmo também já foi gravada por Aline Barros muitos outros. 
A canção Deus Poderoso ( Lance sua Rede) é cantada em coreano, conhecida e amada por milhoes de pessoas.
Outras composições de destaque são: "Filho Amado", "Filha Querida", “Verdadeiro Adorador”, “Sala do Trono”, “Deus Poderoso”, “Poder da Oração”, “Chuva de Avivamento”, “Óleo de Alegria”, “Mostra-me Tua Glória”, “Jardim Secreto da Adoração”, “Posso Ir Além”, “Junto a Ti”, “Espírito Santo, Tu És Bem Vindo” , "De Repente a Gloria Vem", "Trono", "Aquele que Nos Ama", " Dia do Milagre" e tantas outras.
Fernanda Brum, Ludmila Ferber, Aline Barros, Asaph Borba, Nelson Ned, Liz Lanne, Cristina Mel, Marina de Oliveira, Kleber Lucas, Voices, Eyshila, Morada, e outros já gravaram canções compostas por Alda.

## Discografia
Solo
| Ano  | CD                                         | Vendas  | Certificação |
| ---- | ------------------------------------------ | ------- | ------------ |
| 1979 | Atalaia                                    |         |              |
| 1987 | Aliança - Koinonya                         |         |              |
| 1988 | Sara Nossa Terra - Koinonya                |         |              |
| 1989 | Derramarei - Koinonya                      |         |              |
| 1990 | Eternamente- Koinonya                      |         |              |
| 1990 | Digno - Com. Brasilia                      |         |              |
| 1991 | Sara Nossa Terra- Koinonya                 |         |              |
| 1992 | Quebrando a Maldição - Koinonya            |         |              |
| 1992 | Ao Criador Dos Ceus                        |         |              |
| 1995 | Projeto de Deus                            |         |              |
| 1997 | Aviva                                      |         |              |
| 1993 | Reino diferente                            | —       | —            |
| 1994 | Encontro Pessoal                           | —       | —            |
| 1998 | Obrigado Jesus                             |         |              |
| 2000 | Poder da Oracao                            |         |              |
| 1997 | Deus do Impossível                         | 200 000 | Ouro         |
| 1999 | Primícias                                  | —       | —            |
| 2000 | Doce Voz                                   | 100 000 | Ouro         |
| 2001 | Voar como a Águia                          | 250 000 | Platina      |
| 2003 | Jardim Secreto da Adoração                 | 150 000 | Ouro         |
| 2006 | Posso Ir Além                              | 100 000 | Ouro         |
| 2007 | Explosão de Louvor                         | —       | —            |
| 2009 | Canções do Espírito                        | 55 000  | —            |
| 2012 | Escolhi Adorar                             | 30 000  | —            |
| 2018 | Trono feat Bruno Vitorino e Giovanna Lyssa | 10 000  | —            |
| 2019 | Construindo uma Casa de Bencao             |         |              |
| 2021 | Covenant Sealed                            |         |              |
| 2024 | Dia do Milagre feat Wagner Mamed           |         |              |
| 2024 | Palavra Fiel -                             |         |              |
| 2024 | Monte Siao- 45 anos                        |         |              |

Coletâneas
- Geração de adoradores Vol.1 (com Eyshila, Aline Barros, Cassiane, Fernanda Brum e Kleber Lucas) (2005)
- Geração de adoradores Vol.2 (com Eyshila, Aline Barros, Cassiane, Fernanda Brum, Marina de Oliveira e Kleber Lucas) (2007)
- MK CD ouro - As 10 Mais da Alda Célia (2008)
- Geração de adoradores Vol.3 (com Eyshila, Aline Barros, Cristina Mel, Fernanda Brum, Marina de Oliveira e Kleber Lucas) (2009)
- Som gospel (2010)

Com Ministério Koinonya de Louvor
- Adoração 1 – Aliança (1987)
- Adoração 2 – Sara Nossa Terra (1988)
- Adoração 3 – Derramarei (1989)
- Adoração 4 – Eternamente (1990)
- Adoração 5 – Quebrando Maldições (1991)
- Adoração 6 – Ao Criador dos Céus (1992)
- Adoração 7 – Filho do Homem (1993)
- Adoração 12 – Unção de Avivamento (2001)
- Vinho Novo (2002)

Com Ministério Comunidade Cristã de Goiânia
- Consagração 1 – Projeto de Deus (1995)
- Consagração 2 – Aviva (1997)
- Consagração 3 – Obrigado Jesus (1999)
- Consagração 4 – Poder da Oração (2000)

## Videografia
DVDs
- Explosão de Louvor - Ao Vivo (2007)
- Escolhi Adorar - Ao Vivo (2012)
- Monte Sião - Ao Vivo (2024)

Em eventos
- Voar como a águia - Canta Rio 2002 (2002)
- Óleo de Alegria / Mostra-me tua glória / Chuva de avivamento / A colheita / Voar como a águia / Fly like the eagle - Canta Zona Sul (2004)
- Chuva de avivamento / Jardim secreto da adoração - Canta Rio 2006 (2006)
- Face a face - Lourvorzão Vol.1 (2008)

## Livro
- Zeronaldo – Uma História de Valor
- 31 dias Abençoando seus Filhos - 2018

## Premiações
- Melhor Compositor – Troféu Talento 1998
- CD Ouro – Deus do Impossível
- CD Ouro – Doce Voz
- CD Ouro – Voar Como a Águia
- CD Ouro – Jardim Secreto da Adoração
- CD Ouro – Posso Ir Além